# Vallouisetoespraak
De Vallouisetoespraak (Frans: discours de Vallouise) was een toespraak op 23 augustus 1977 van de Franse president Valéry Giscard d'Estaing in het dorp Vallouise (Hautes-Alpes), toegangspoort tot het nationaal park Écrins. Giscard d'Estaing kloeg hierin de ongebreidelde groei van wintersportgebieden in het Franse hooggebergte aan, en het gebrek aan democratie, de schandalen en de milieuverontreiniging die hierbij kwamen kijken, en stelde een meer duurzame ontwikkeling voor. Het discours de Vallouise wordt beschouwd als een keerpunt, en het einde van de plans neige die vanaf de jaren 1960 tot de snelle ontwikkeling van grote, geïntegreerde skiresorts had geleid.